# Dillon, South Carolina
Dillon är administrativ huvudort i Dillon County i South Carolina. Orten har fått sitt namn efter bosättaren J.W. Dillon. Enligt 2020 års folkräkning hade Dillon 6 684 invånare.